# Samoana conica
Samoana conica es una especie de molusco gasterópodo de la familia Partulidae en el orden de los Stylommatophora.

## Distribución geográfica
Es  endémica de la Samoa Americana.  